# Monument de la Constitution
Monument de la Constitution du Turkménistan (turc : Türkmenistanyň Konstitusiýa binasy) était un monument situé à Achgabat, au Turkménistan. La hauteur totale du centre de 185 mètres, est le deuxième plus grand bâtiment au Turkménistan. Le monument est décoré avec du marbre. Construit pour honorer la Constitution du Turkménistan. A été construit en 2008-2011 sur l'avenue Archabil, par l'entreprise de construction turque Polimeks. À l'intérieur du complexe est un musée, une salle de conférence, une bibliothèque, une boutique de souvenirs et une cafétéria.